# Giveamanakick
Giveamanakick (иногда стилизованная как giveamanakick и сокращенно GAMAK) — ирландский рок-дуэт из Лимерика, существовавший с 2001 по 2009 гг. Двумя участниками группы были вокалист и гитарист Стивен Райан (Steveamanakick) и барабанщик Кит Лоулер (Giveamanakeith).
Giveamanakick регулярно выступали в Ирландии, гастролировали по Великобритании с The Undertones, а также выступали в Германии во время своего существования. Дуэт выступал на таких фестивалях, как Electric Picnic, Indiependence и Hard Working Class Heroes, а также принимал участие в 2fm 2moro 2our. Они выпустили три альбома до того, как в августе 2009 года было объявлено о прекращении деятельности.
Оставаясь в Лимерике на протяжении всего существования дуэт был объявлен «лучшей хард-рок-группой в стране» рок-критиком Имоном Суини и получил одобрение Hot Press, No Disco и Fight Like Apes.

## Характеристики
Стиль
Дуэт был описан RTÉ как «нойз-рок-версия The Odd Couple (пьеса)». Райан однажды назвал себя «фанатом Beastie Boys», а дуэт сравнивали с такими артистами, как Pixies. В его текстах песен регулярно встречаются отсылки к популярной культуре. Однако первый трек на их дебютном альбоме под названием «Ger Canning» не был отсылкой к одноимённой телекомпании. Они писали песни, которые сами характеризовали как поп-музыку, в которых «Кит очень сильно бьёт по барабанам, а мне [Стиву Райану] нравится, когда мои гитары включены очень громко, но мы делаем это с попсовой чувствительностью», и использовали такие приёмы, как использование противогазов для искажения вокала во время живых выступлений, выступления со стримерами и побуждение своей аудитории дезориентировать себя, хлопая себя по ушам. Они прожили в Лимерике всю свою жизнь, называя позитивную музыкальную сцену, юмор и хёрлинг одними из причин, по которым они любят свой родной город.

## Дискография
- Is it ok to be loud, Jesus? (2003)
- We Are the Way Forward (2005)
- Welcome to the Cusp (2008)